# アンタル・コバチ
アンタル・コバチもしくはアンタル・コヴァーチ（ハンガリー語: Kovács Antal 1972年5月28日-） は、ハンガリーパクシュ出身の柔道選手。現役時代は100kgの選手。身長2メートル。

## 人物
8歳の時に柔道を始めた。ヨーロッパ選手権で3位になっていたものの、バルセロナオリンピックでは必ずしも優勝候補ではなかったが、20歳にして優勝を果たした。その際にはフォルクスワーゲンが贈呈された。
翌年には世界選手権で強豪のブラジルのアウレリオ・ミゲルに豪快な朽木倒で一本勝ちして、オリンピックとの2冠を達成した。まだ21歳と若いことから、しばらくはコバチの時代が続くものかとも見られていたが、その後は長い低迷期に入った。しかし、2001年の世界選手権で2位に入り、久々に大舞台での活躍を見せた。

## 主な戦績
95kg級での戦績
- 1991年 - ヨーロッパジュニア　3位
- 1992年 - ヨーロッパ選手権　3位
- 1992年 - バルセロナオリンピック　優勝
- 1992年 - 世界ジュニア　2位
- 1993年 - ヨーロッパ選手権　3位
- 1993年 - 世界選手権　優勝
- 1993年 - 韓国国際　優勝
- 1994年 - 正力国際　優勝
- 1994年 - ハンガリー国際　優勝
- 1994年 - 世界学生　3位
- 1995年 - ドイツ国際　2位
- 1995年 - ハンガリー国際　3位
- 1995年 - ヨーロッパ選手権　5位
- 1996年 - チェコ国際　3位
- 1996年 - アトランタオリンピック　5位

100kg級での戦績
- 1998年 - ハンガリー国際　優勝
- 1998年 - ポーランド国際　3位
- 1998年 - 世界学生　優勝
- 1999年 - ロシア国際　2位
- 1999年 - ハンガリー国際　2位
- 2000年 - ロシア国際　3位
- 2000年 - ブルガリア国際　2位
- 2000年 - オーストリア国際　優勝
- 2000年 - 世界学生　優勝
- 2001年 - フランス国際　優勝
- 2001年 - ハンガリー国際　3位
- 2001年 - 世界選手権　2位
- 2001年 - グランプリ・モスクワ　2位
- 2002年 - ハンガリー国際　優勝
- 2002年 - ヨーロッパ選手権　3位
- 2003年 - ロシア国際　優勝
- 2003年 - ハンガリー国際　3位
- 2003年 - ポーランド国際　3位
- 2003年 - ヨーロッパ選手権　3位
- 2004年 - チェコ国際　優勝
- 2004年 - ヨーロッパ選手権　100kg級　2位　無差別　3位
- 2005年 - イタリア国際　優勝
- 2005年 - ハンガリー国際　3位